# Andrea Eidenhammer
Andrea Eidenhammer (Schwarzach im Pongau, Àustria, 1981) és Llicenciada en Belles Arts, Història i filologia Hispànica. Màster en Fotografia i màster en Cinema i Cinema Documental. Andrea és una artista que es mou contínuament entre Àustria, la seva terra natal; Espanya, el país on viu, i l'Amèrica Llatina. Una creadora preocupada pel que passa al seu voltant, pels problemes sociopolítics, pels problemes de la dona, per la violació i els drets humans.
L'any 2007 realitza la seva primera mostra individual a Tarragona, “Dormiveglia”, a l'Antiga Audiència. Fou presentada com una jove promesa. Les seves fotografies estaven inspirades en la pintura barroca, particularment de Caravaggio. L'any 2009 dirigeix a Nicaragua el seu primer curtmetratge, Al quebrar la crisálida, un documental que tracta sobre les nenes de l'Hogar Cristo Obrero de Nicaragua. Aquest documental ha obtingut el premi Tinet de curtmetratges, Autors de Tarragona, del Festival REC el 2010.
Eidenhammer forma part del col·lectiu artístic Kunstainer, que s'articula sobre l'art i el pensament contemporani i que té com a principal objectiu gestionar, produir i comissariar iniciatives i projectes artístics que relacionen l'art amb la comunitat, amb la ciutat. Ells desenvolupen un sèrie de programes entre les quals hi ha Estació Creativa. Dins d'aquest programa l'artista, junt amb Salva Borrega i Maria Veses, van fer la segona intervenció artística., De pas (2010), que s'inclou al calendari d'exposicions de l'SCAN. Va realitzar un documental El sonido de los pequeños pasos (2013) amb l'interès que té l'artista pel tema femení i pel seu compromís social. El documental va ser filmat a Bolívia.
L'any 2016 es va iniciar la creació de la trilogia Crossing limits (Creuant limits). En la primera part, la ballarina tarragonina Emma Garau recorria les parts altes de la ciutat dansant. Una particular manera de mostrar el patrimoni de la Part Alta de Tarragona. La segona part, Crossing limits: Landhaushof Graz, Àustria amb la ballarina barcelonina Elia López i el ballarí austríac Vinzenz Wagner. La tercera part en una localització industrial, la refineria i la plataforma petroliera de Tarragona, amb la ballarina Sau-Ching Wong. Un dels darrers documentals, Mi ayer será tu mañana (2016) és un treball de caràcter biogràfic sobre la vida del poeta i màrtir Edwin Castro Rodrigues.